# 鴨島町麻植塚
鴨島町麻植塚（かもじまちょうおえづか）は、徳島県吉野川市の大字。2015年10月1日現在の人口は339人、世帯数は120世帯。郵便番号は〒776-0002。

## 地理
吉野川市の東部に位置。鴨島町牛島・鴨島町内原・鴨島町山路の3つの地域に囲まれた旧鴨島町最小の地域である。
東西・南北ともに約700mで、南部に低い向麻山があり、北麓を飯尾川と麻名用水南幹線が東流している。徳島市と三好市を結ぶ国道192号が中央部を東西に横断し、道の両側には商店街が形成される。

### 山岳
- 向麻山

### 河川
- 飯尾川
- 麻名用水

### 小字
- 麻植塚
- 向麻山北
- 向麻山下
- 向麻山西
- 堂床南
- 堂ノ元

## 歴史
- 2004年（平成16年）10月1日 - 麻植郡鴨島町が川島町・山川町・美郷村と合併して吉野川市となり、現在の町名となる。

## 施設
- 吉野川市立鴨島東中学校
- 西圓寺 - 阿波北方二十四輩霊場4番札所

## 交通

### 鉄道

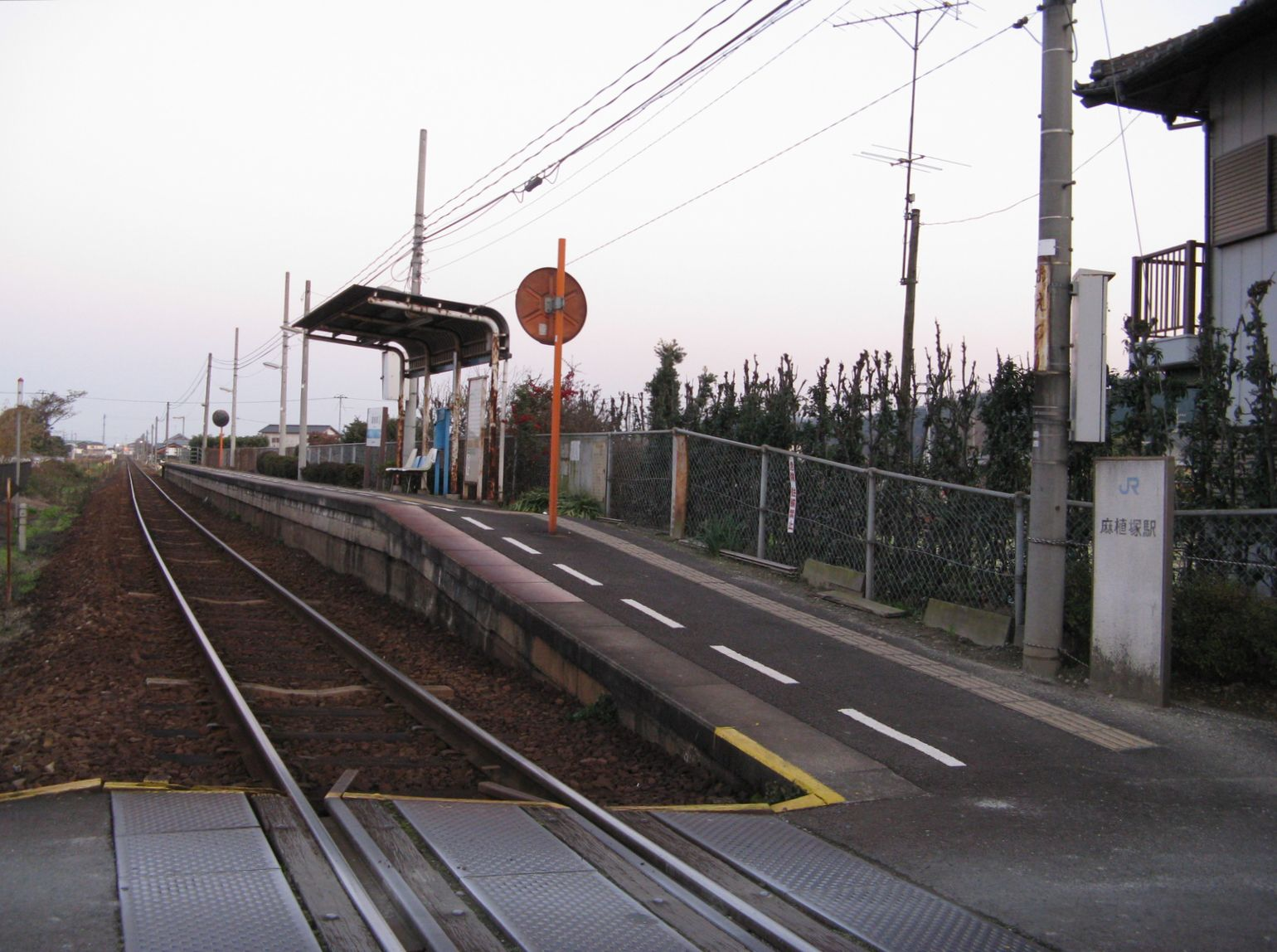
麻植塚駅

地内には駅は存在しないが、地内北端に四国旅客鉄道（JR四国）徳島線が通り、鴨島町牛島に麻植塚駅が設置されている。

### 道路
国道
- 国道192号

都道府県道
- 徳島県道239号牛島上下島線